# Homo oecologicus
Der Homo oecologicus [ˈhɔmoː ɔe̯kɔˈlɔgɪkʊs] (lat. hŏmō oecologicus, Ökologischer Mensch) ist das idealtypische Menschenbild des perfekt ökologisch denkenden und handelnden Menschen. Der Begriff wurde erstmals 1989 durch Hans Immler in seinem Buch „Vom Wert der Natur“ eingeführt.
Der Begriff stellt ebenso wie sein Gegenstück des sogenannten Homo oeconomicus eine Anspielung auf das biologische Taxon des  anatomisch modernen Menschen (Homo sapiens) dar, wobei das Modell des Homo oecologicus als Ergänzung des von einem volkswirtschaftlichen Konzept geleiteten Typus des Homo oeconomicus gesehen wird.
Ist der Homo oeconomicus als der durch die Maximierung des persönlichen Nutzens auf der Basis rationaler Überlegungen determiniert, so fordert das Modell des Homo oecologicus dessen Interaktion mit seiner (natürlichen) Umwelt und seine Ausrichtung auf die höchst interdisziplinär organisierte Ökologie einschließlich fachübergreifender Aufgaben.

## Homo oecologicus als Menschenbild
Während der Homo oeconomicus in den Wirtschaftswissenschaften ausschließlich als Modell und nicht als Menschenbild beschrieben wird, wird der Homo oecologicus auch als Menschenbild beschrieben, in dem die Forderung der Umweltbewegung seit den 1980er-Jahren nach „neuen Werten“ und „neuer Moral“, ja nach einem „neuen Menschenbild“ aufgegriffen werden sollte. Der Homo oecologicus wurde so auch als Gegenentwurf zum (als Menschenbild verstandenen) Homo oeconomicus betrachtet. Die Fixierung auf dieses ökonomische Leitbild habe direkt oder indirekt die ökologische Krise heraufbeschworen.
Allerdings bezeichnet der Begriff Homo oeconomicus kein Menschenbild, sondern im Gegenteil die Summe bestimmter Grundbedingungen, die einfachen klassischen Theorien der Ökonomie idealtypisch zugrunde liegen, um – etwa aus didaktischen Gründen in Vorlesungen des volkswirtschaftlichen Grundstudiums – Spezialfälle zu behandeln, die bestimmte Sachverhalte veranschaulichen. Volkswirte sind sich diesen Vereinfachungen durchaus bewusst. In volkswirtschaftlichen Theorien, die sich mit Ökologie befassen, spielt der Homo oeconomicus nur bedingt eine Rolle. Insofern ist das Konzept nicht mit dem Homo oecologicus vergleichbar und widerspricht diesem auch nicht.